# Taeniaptera diversicolor
Taeniaptera diversicolor är en tvåvingeart som beskrevs av Macquart 1855. Taeniaptera diversicolor ingår i släktet Taeniaptera och familjen skridflugor. Inga underarter finns listade i Catalogue of Life.